# Оливье, Пьер
Пьер Оливье (фр. Pierre Ollivier; 1890 — неизвестно) — бельгийский борец вольного стиля, серебряный призёр Олимпийских игр  .

## Биография
На Летних Олимпийских играх 1924 года в Париже выступал в среднем весе, где титул оспаривали 14 борцов. 
Пьер Оливье дошёл до финальной встречи, где потерпел поражение. В турнире за второе место победил в двух встречах и стал серебряным призёром Олимпийских игр. 
См. таблицу турнира.  